# Una vendetta nel West
Una vendetta nel West (Born to the West)) è un film muto del 1926 diretto da John Waters.
È un film western muto statunitense con Jack Holt, Margaret Morris e Raymond Hatton. basato sul romanzo Born to the West di Zane Grey. Nel 1937 ne è stato prodotto un remake, Il sentiero della vendetta.

## Produzione
Il film, diretto da John Waters su una sceneggiatura di Lucien Hubbard con il soggetto di Zane Grey (autore del romanzo), fu prodotto da Adolph Zukor e Jesse L. Lasky per la Famous Players-Lasky Corporation e girato nel Red Rock Canyon State Park a Cantil, California.

## Distribuzione
Il film fu distribuito negli Stati Uniti dal 14 giugno 1926 al cinema dalla Paramount Pictures.
Altre distribuzioni:
- in Portogallo il 6 dicembre 1927 (O Meu Dia de Glória)
- in Brasile (Aviso Acusador)
- in Spagna (La montería salvaje)